# Aidone
Aidone ist eine Gemeinde im Freien Gemeindekonsortium Enna in der Region Sizilien in Italien mit 4208 Einwohnern (Stand 31. Dezember 2023).

## Lage und Daten
Aidone liegt 35 km südöstlich von Enna in einer Höhe von 800 m s.l.m. und bedeckt eine Fläche von 209,58 km². Die Einwohner leben hauptsächlich von der Landwirtschaft.
Die Nachbargemeinden sind Enna, Mineo (CT), Piazza Armerina, Raddusa (CT) und Ramacca (CT).
Die Gemeinde liegt im Geopark Rocca di Cerere.

## Geschichte
Der heutige Ort hat seine Wurzeln im 12. Jahrhundert. Auf dem Gebiet der heutigen Gemeinde stand die antike Stadt Morgantina.

## Sehenswürdigkeiten

### Sehenswürdigkeiten in Aidone
- Chiesa Madre San Lorenzo
- Chiesa della Badia
- Chiesa San Vincenzo Ferreri
- Chiesa di Sant’Angelo
- Chiesa di San Leone
- Chiesa di San Giuseppe
- Chiesa di San Filippo Apostolo
- Chiesa del Carmelo
- Chiesa  e Convento Dei Cappuccini
- Chiesa di San Giovanni

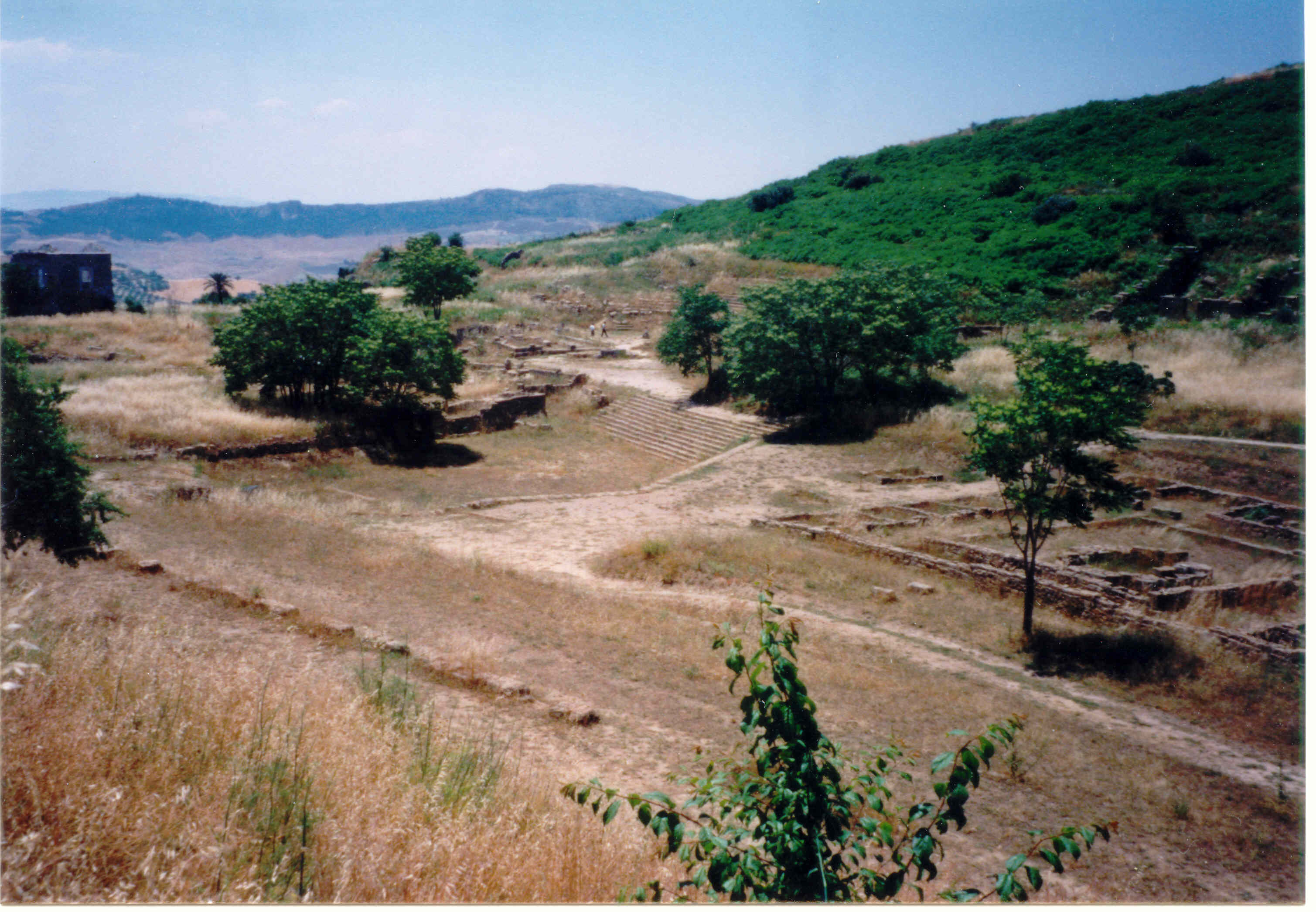
Das Ausgrabungsgebiet Morgantina

- Chiesa di Santa Rosalia o Sant’Anna
- Convento dei Minori Riformati
- Archäologisches Regionalmuseum mit Funden aus Morgantina

### Sehenswürdigkeiten in der Umgebung
- Antike Stadt Morgantina, ein Ausgrabungsgebiet